# Teja Kotilainen
Teja Kotilainen, född 1974, är en finländsk musikproducent och manager. Han är mest känd för sitt arbete med rockgruppen The Rasmus mellan åren 1995 och 2001.
Han har producerat två av The Rasmus studioalbum; Peep (1996) och Hellofatester (1998), och ägde även ett eget skivmärke vid namn Teja G. Oy, där man bland annat gav ut The Rasmus första EP-skiva 1st (1995). Efter detta fick bandet kontrakt med Warner Music Finland.